# Romano Mussolini
Romano Mussolini (Forlì, 26 de setembro de 1927 – Roma, 3 de fevereiro de 2006) foi o quarto e mais jovem filho de Benito Mussolini. Nunca se envolveu na política, tendo sido um notável pianista de jazz e pintor. Também atuou brevemente como cineasta.
Romano estudou música desde criança, tocando peças clássicas com seu pai no violino. O jazz foi banido da Itália durante o regime fascista, mas Mussolini desenvolveu um especial afeto por este gênero depois da guerra.
Casado com Anna Maria Scicolone, irmã da atriz Sophia Loren, teve duas filhas: Elisabetta e Alessandra. Esta última é atualmente deputada no Parlamento Europeu e também no Parlamento da Itália por um partido de direita italiano. Com sua segunda esposa, a atriz Carla Puccini, teve sua terceira filha, Rachele, que recebeu o nome de sua mãe Rachele Guidi.
Romano era muito reservado quanto à sua família. Somente em 2004 que publicou um livro intitulado "Il Duce, mio padre" (O Duce, meu pai), seguido por um livro similar em 2005, com uma coletânea de memórias pessoais e confidenciais sobre seu pai.

## Discografia selecionada
- Mirage (1974)
- Soft & Swing (1996)
- The Wonderful World of Louis (2001)
- Timeless Blues (2002)
- Music Blues (2002)
- Romano Piano & Forte (2002)
- Jazz Album (2003)
- Napule 'nu quarto 'e luna (2003)
- Alibi perfetto (2004) soundtrack

## Livros
- Mussolini, Romano; Ana Stojanovic (trans.) (2006). My Father Il Duce: A Memoir by Mussolini's Son. San Diego, CA: Kales Press. ISBN 0-9670076-8-2